# Nguyễn Phúc Miên Lâm
Nguyễn Phúc Miên Lâm (chữ Hán: 阮福綿㝝; 20 tháng 1 năm 1832 – 28 tháng 12 năm 1897), tước phong Hoài Đức Quận vương (懷德郡王), là một hoàng tử con vua Minh Mạng nhà Nguyễn trong lịch sử Việt Nam.

## Tiểu sử
Hoàng tử Miên Lâm sinh ngày 18 tháng 12 (âm lịch) năm Nhâm Thìn (năm dương lịch là 1832), là con trai thứ 57 của vua Minh Mạng, mẹ là Ngũ giai Lệ tần Nguyễn Thị Thúy Trúc. Ông là người con thứ tư của bà Lệ tần. Khi còn là hoàng tử, ông xem rộng kinh sử, có học hạnh.
Năm Minh Mạng thứ 21 (1840), vua cho đúc các con thú bằng vàng để ban thưởng cho các hoàng thân anh em, các hoàng tử công và hoàng tử chưa được phong tước. Hoàng tử Miên Lâm được ban cho một con cáo bằng vàng nặng 4 lạng.
Năm Thiệu Trị thứ 6 (1846), tháng giêng, vua cho triệu các hoàng tử và hoàng đệ chưa được phong tước tất cả 10 người vào làm thơ ở điện Đông Các, trong đó có Miên Lâm. Bảy người trong số đó là các hoàng tử Hồng Phó, Hồng Y, Hồng Tố, Hồng Hưu và các hoàng đệ Miên Tằng, Miên Kiền, Miên Lâm đều trúng cách. Tháng 3 (âm lịch) năm đó, vua phong tước ban thưởng cho cả 7 hoàng thân đó, hoàng đệ Miên Lâm được sách phong làm Hoài Đức Quận công (懷德郡公).
Dưới thời vua Kiến Phúc (1884), quận công Miên Lâm được sung chức Tả tôn nhân Tôn nhân phủ. Vua Hàm Nghi lên ngôi, ông được đổi làm Hữu tôn nhân, chức Tả tôn nhân được giao lại cho người anh là quốc công Miên Trữ.
Quận công Miên Lâm được hai quyền thần Tôn Thất Thuyết và Nguyễn Văn Tường đặt làm Phụ chính thân thần cho vua Hàm Nghi sau khi Gia Hưng vương Hồng Hưu bị phế. Khi đó, đất nước gặp nhiều gian nan, ông dự coi chính sự đều giữ mình khiêm cung, tránh khỏi sự nghi ngờ gièm pha. 
Tháng 2 (âm lịch) năm Hàm Nghi thứ nhất (1885), hoàng thân Miên Lâm được gia phong làm Lạc Quốc công (樂國公), cùng với Miên Tuấn làm Thạnh Quốc công. Năm đó, ngày 5 tháng 7, vua Hàm Nghi chạy vào Quảng Trị lánh nạn, quốc công Miên Lâm vì lớn tuổi không theo vua được nên lui về quê giữ mình.
Tháng 8 (âm lịch) năm đó, vua Đồng Khánh đăng cơ kế vị vua em Hàm Nghi, quốc công Miên Lâm được gia phong làm Hoài Đức công (懷德公), đổi sung chức Hữu tôn chính ở phủ Tôn Nhân.
Qua triều Thành Thái (đầu năm 1889), ông được mời ra làm Đệ nhị Phụ chính thân thần, cùng với Tuy Lý vương Miên Trinh làm Đệ nhất Phụ chính thân thần.  Ông một lòng hành động theo phép nước, hết sức công tâm. Hai ông Miên Trinh và Miên Lâm được cho không phải lạy, chỉ cần khấu đầu 5 lượt. Năm thứ 3 (1891), vua xuống dụ ban thưởng sâm, quế, gấm, bạc cho các Phụ chính thân thần và Phụ chính đại thần.
Năm Thành Thái thứ 6 (1894), vì công lao giúp hoàng đế, ông được tấn phong làm Hoài Đức Quận vương (懷德郡王).
Năm Thành Thái thứ 9 (1897), ngày 5 tháng 12 (âm lịch), quận vương Miên Lâm qua đời, được ban thụy là Đoan Cung (端恭). Vua ban cho ông vải lụa, cấp cho tiền tuất 3800 quan, lại chuẩn cho lãnh thêm 1 tháng bổng lộc (500 đồng) và miễn số nợ của ông đã lâu ở Nghĩa thương (700 quan) để tỏ ý đôn thân. Mộ của ông được táng tại Dương Xuân, (thuộc Hương Thủy, Thừa Thiên), phủ thờ dựng ở phường Phú Cát, Huế.
Viết về Miên Lâm, Đại Nam liệt truyện có nhận xét: “Miên Lâm tính trời trung hậu, khiêm tốn, giữ lễ độ, lâu giữ công tộc, dạy bảo con em, hành động có lễ độ, cho nên được các triều hậu đãi, giữ trọn trước sau”.

## Gia quyến

### Anh chị em
- Anh trai: Sơn Tĩnh Quận công Nguyễn Phúc Miên Lương (27 tháng 2 năm 1826 – 24 tháng 8 năm 1863), hoàng tử thứ 31.
- Anh trai: Tuy Biên Quận công Nguyễn Phúc Miên Kháp (5 tháng 10 năm 1828 – 14 tháng 7 năm 1893), hoàng tử thứ 41.
- Em trai: Vĩnh Lộc Quận công Nguyễn Phúc Miên Chí (20 tháng 9 năm 1836 – 18 tháng 12 năm 1888), hoàng tử thứ 73.
- Em trai: An Xuyên vương Nguyễn Phúc Miên Bàng (5 tháng 6 năm 1838 – 19 tháng 8 năm 1902), hoàng tử thứ 76.
- Em trai: Yên Thành vương Nguyễn Phúc Miên Lịch (13 tháng 5 năm 1841 – 5 tháng 11 năm 1919), hoàng tử thứ 78.
- Chị gái: Nghĩa Điền công chúa Nguyễn Phúc Trinh Nhàn (14 tháng 6 năm 1827 – 28 tháng 7 năm 1902), hoàng nữ thứ 26.
- Em gái: Xuân Lai Công chúa Nguyễn Phúc Nhu Nghi (22 tháng 11 năm 1833 – 1907), hoàng nữ thứ 44.

### Hậu duệ
Quận vương Miên Lâm có 11 người con trai và 9 người con gái. Ông được ban cho bộ chữ Cung (引) để đặt tên cho con cháu trong phòng. Quận vương có 3 người vợ, trong đó bà Nguyên cơ Phủ thiếp (chánh thất) của ông (không rõ tên) là con gái út của nhà họ Võ Lý. Riêng với bà thứ thất là Nguyễn Tâm Thị Súy, ông có 3 người con:
- Hồng Hoằng: Sau khi quận vương Miên Lâm qua đời, Thành Thái cho công tử Hồng Hoằng vào hầu. Không rõ vua tôi bàn với nhau những gì về quốc sự mà bị mật thám Pháp bắt được. Vì sợ liên lụy đến vua, công tử Hồng Hoằng chọn uống thuốc độc tự tử trước mặt sự chứng kiến của quân Pháp. Theo như di nguyện của ông, mọi người cắn răng lặng im, chờ quân Pháp đi rồi mới kêu khóc[9].
- Hồng Dẫn (1892 – 1955), là em của Hồng Hoằng, được đưa vào Quốc tử giám học và có vai trò rất lớn trong phong trào Duy Tân. Sau khi khỏi nghĩa thất bại, ông may mắn được vua Khải Định tha tội chết. Công tử Hồng Dẫn trở về quê mẹ ở làng Hương Cần lầm thầy thuốc, chữa bệnh rất hay, bệnh nhân đem bạc đến tạ ơn nhưng ông đều khước từ. Sau Cách mạng tháng 8 (1945), ông về lại Huế mở tiệm thuốc cho đến khi ông qua đời[9].
  - Công Tôn Nữ Trí Huệ, lúc nhỏ bà ở nhà phụ làm thuốc với cha, lớn lên bà đi học may vá phụ giúp cho các bà trong nội cung[9].
- Công nữ Hiếu Lễ (1896 – 1980), vợ ông phủ Nguyễn Văn Hội, người làng Thanh Lương. Ông Phủ mất sớm, bà phải nuôi 3 người con nhỏ. Từ lúc sinh ra cho đến lúc lập gia đình bà Hiếu Lễ gặp quá nhiều chuyện buồn, khóc nhiều cho nên mắt bà mờ sớm. Bà giỏi chữ Hán và thuộc nhiều ca dao hò vè chuyện xưa tích cũ[9].